# Ubasute

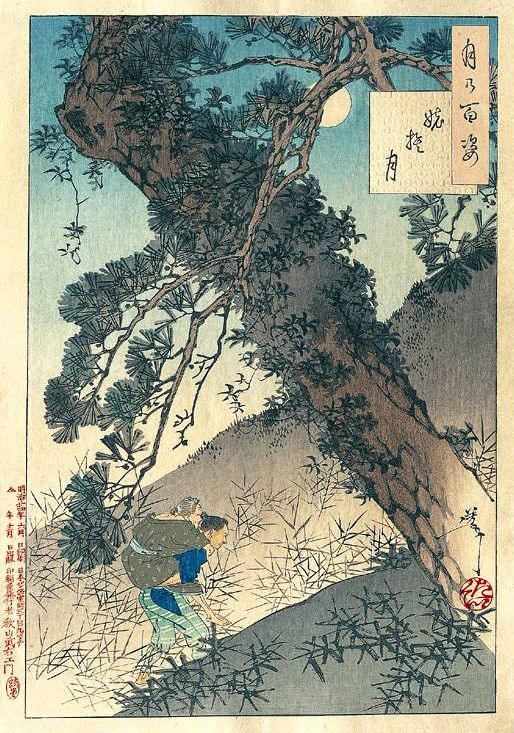
Ubasute no tsuki (La Lluna de Ubasute), per Yoshitoshi

Ubasute (en japonés: 姥捨て) és la pràctica mitològica del senicidi, en el que un familiar ancià era transportat a una muntanya o qualsevol altre racó desolat i s'abandonava allà a morir. Kunio Yanagita va concloure que l'origen del Ubasute es troba en la mitologia budista provinent de l'Índia. Segons l'Enciclopèdia Il·lustrada Kodansha, Ubasute "és origen de llegendes, però mai ha sigut una pràctica comuna".

## Folklore
L'Ubasute ha sigut la base de moltes llegendes, poemes i koans en el folklore japonès. En una al·legoria budista, un fill porta la seva mare a una muntanya. Aquesta, durant el camí, estén els braços i trenca branques dels arbres, marcant el camí de manera que el seu fill sigui capaç de trobar el camí de tornada a casa.
Un poema commemora la història:
| « | In the depths of the mountains, Whom was it for the aged mother snapped One twig after another? Heedless of herself She did so For the sake of her son | » |

| « | Endins de la muntanya Per a qui la vella mare trencava Una branca rere l'altra? Despreocupada de si mateixa Ella ho va fer Pel bé del seu fill | » |

## Ubasute en la cultura popular
- Es discuteix la pràctica en l'episodi 305 de Radiolab. Ubasute apareix de vegades com una metàfora de com es tracta actualment dins la societat nipona la gent gran, que destaca per superar la mitja en nombre de suïcidis.[3]
- S'explora aquesta pràctica de manera extensa en la novel·la japonesa La Balada de Narayama (1956), escrit per Shichirō Fukazawa.
- La tragicomèdia "La Llei Vella", escrita el segle XVII per Thomas Middleton, William Rowley i Philip Massinger i La novel·la distòpica "El Període fix" exploren el concepte d'Ubasute en un context occidental.
- A la novel·la "Boomsday" de Christopher Buckey, s'entén el concepte d'Ubasute com una estratègia política per solucionar la insolvència de la seguretat social.
- El concepte d'Ubasute és la base de l'episodi "Half a Life" de la sèrie Star Trek: La Nova Generació
- El musical Pacífic Overtures conté una referència a Ubasute. Durant la cançó "Four Black Dragons", mentre la ciutat està sent evacuada, un comerciant està disposat a abandonar la seva mare durant l'evacuació, però recorda que el seu fill podria fer-li el mateix arribat el moment. Al final, de mala gana agafa la seva mare i porta el seu fill a l'esquena

## Llocs

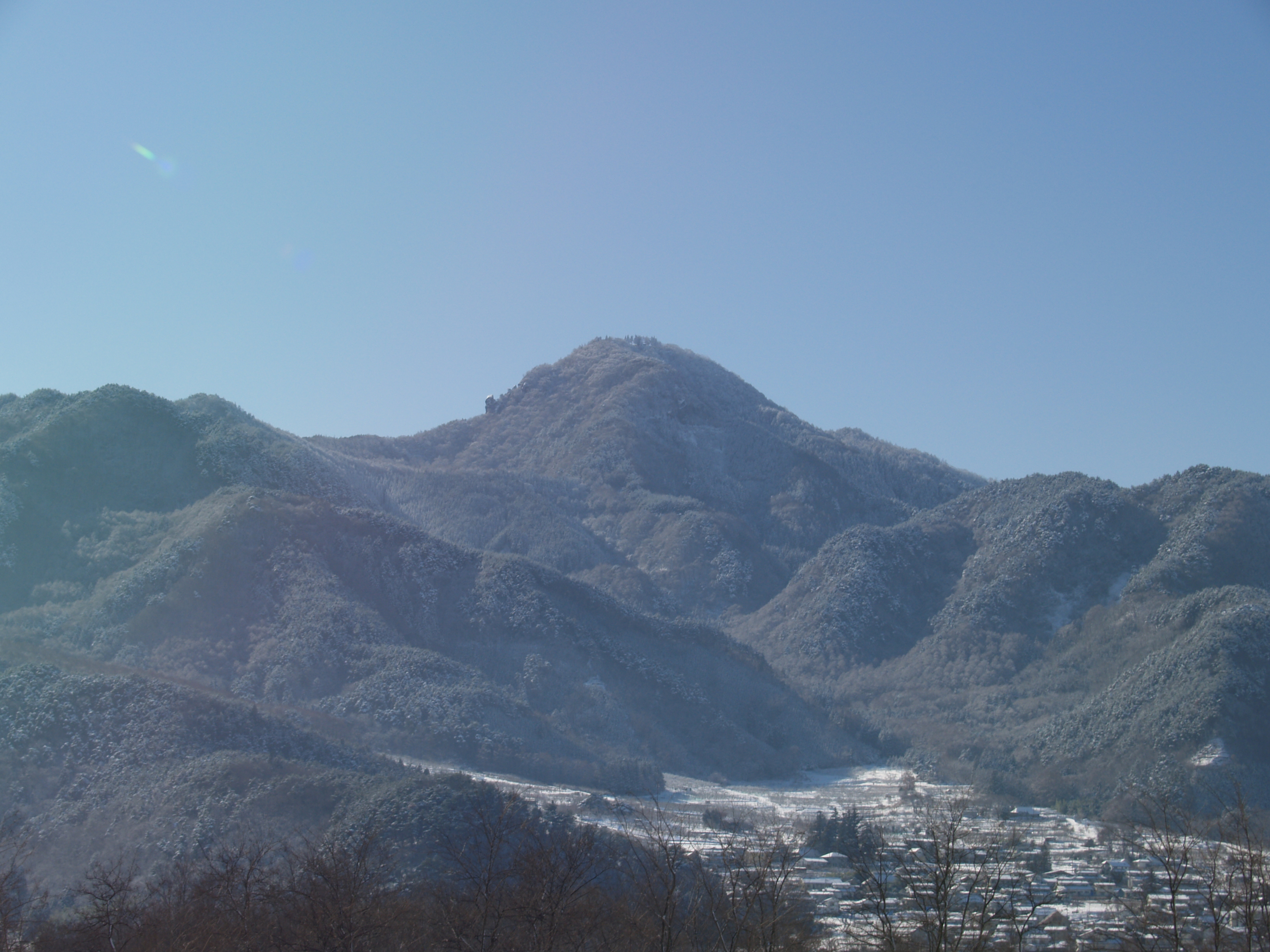
Muntanya Ubasute

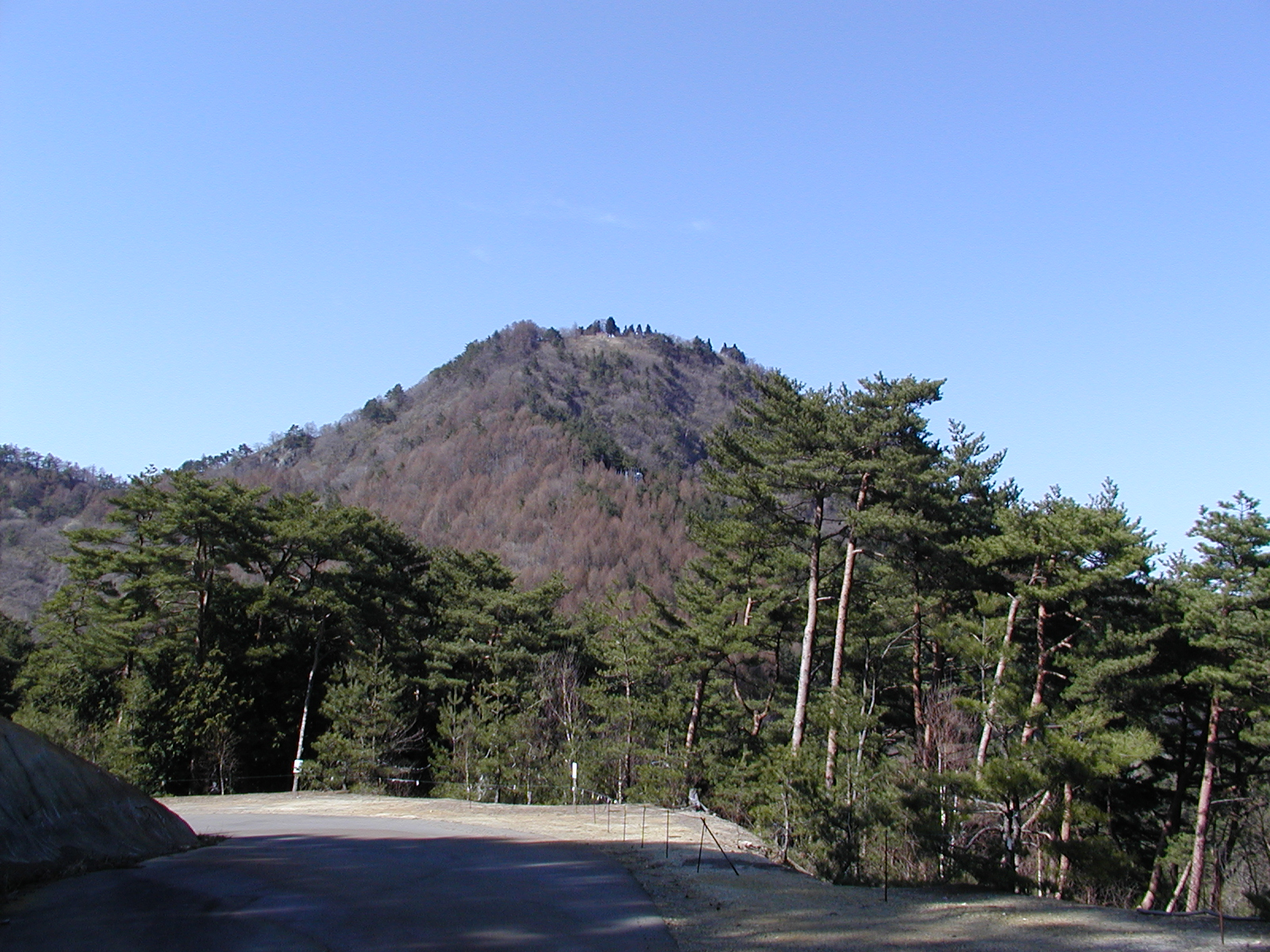
Muntanya Ubasute

- Ubasute-yama (姨捨山) el nom comú de Kamuriki-yama (冠着山), una muntanya (1,252 metres o 4,108 peus) a Chikuma, Nagano, Japan.
- Estació d'Obasute, Chikuma, Nagano Prefecture, Japó
- Segons el folklore, el bosc Aokigahara era un lloc on es practicava el Ubasute, i es creu que l'origen de la reputació del bosc com a lloc de suïcidi podria haver-se originat.[4]

## Pràctica similar en altres cultures
- Senicidi
- Granny Dumping
- Lapot
- Ättestupa